# Ciudad Universitaria Bárbula
La Ciudad Universitaria Bárbula, también conocido como Campus Bárbula, es el principal campus universitario de la Universidad de Carabobo, ubicado en el Sector Barbula, al noreste del Municipio Naguanagua de la ciudad de Valencia, Estado Carabobo en Venezuela. Es el segundo campus universitario más grande de Venezuela después de la Ciudad Universitaria de Caracas. El campus está abierto al público en general, posee las 7 facultades de la Universidad de Carabobo, además de otras autoridades universitarias. Posee múltiples áreas verdes, atracciones culturales, áreas deportivas como el Complejo Deportivo de la Universidad de Carabobo, entre otras facilidades más.

## Iconos de la Ciudad Universitaria
La Ciudad Universitaria Barbula posee la gran mayoría de las edificaciones y organismos de la Universidad de Carabobo. En ella se encuentran las 7 facultades de la casa de estudios con sus respectivos decanatos y autoridades, el Complejo Deportivo de la Universidad de Carabobo (principal área deportiva del Estado Carabobo), el Parque Universitario, el Aula Magna, el Teatro Dr. Alfredo Celis Pérez, el Hospital Universitario, jardines, áreas culturales, auditorios, servicios médicos, bibliotecas, laboratorios, áreas de entretenimiento y recreación, entre otros.
Algunos de los sitios emblemáticos dentro de la Ciudad Universitaria son: 

### Aula Magna Dr. Manuel Blonval López
Es un complejo cultural, que aún esta en fase terminal de construcción. Se convertirá en el complejo universitario cultural y de eventos más grande e importante del Estado Carabobo y el segundo de Venezuela después del Aula Magna de la UCV en Caracas. Cuenta con una Sala Mayor, diversos Escenarios, Talleres, Sala de Cámara y Drama y Salas de Usos Múltiples.

### Parque Universitario Palmetum
Es un Jardín botánico de 30 hectáreas ubicado al sur de la Ciudad Universitaria Bárbula. Es una área destinada a la conservación ex situ de palmas. Este espacio está constituido por 2000 ejemplares pertenecientes a 92 especies de palmas y se encuentra organizado en tres sectores: Palmas del Mundo, Palmas Venezolanas, y el Humedal. El jardín se ha desarrollado a través de sucesivas siembras y mantenimiento en las cuales han participado los miembros de la comunidad universitaria.

### Teatro Dr. Alfredo Celis Pérez
conocido como antiguo Anfiteatro de Bárbula, es un teatro-auditorio ubicado en la Ciudad Universitaria Bárbula de la Universidad de Carabobo. Fue inaugurado el 9 de diciembre de 1951. Remodelado y reinaugurado, el 25 de mayo de 1996. Es actualmente sede de múltiples presentaciones de distintas disciplinas musicales, teatrales y actorales de artistas tanto nacionales como internacionales; así como también lugar de aforo de conferencias, actos de grado universitarios, etc.

### Laguna de FACES
Conocida como Laguna de Bárbula o Laguna de FACES debido a que se encuentra en territorio de la Facultad de Ciencias Económicas y Sociales dentro de la Ciudad Universitaria Bárbula. Es una laguna semi-natural de aproximadamente 15 hectáreas; se encuentra rodeada de diversos árboles y plantas en los Jardines de FaCES. En esta laguna es el hábitat de las reptiles llamadas babas.

### Jardines de FACES
Es un jardín ubicado en las adyacencias de la Facultad de Ciencias Económicas y Sociales. En ella se encuentra la conocida Laguna de FACES.

### Reloj de la Paz
Es un Reloj de aproximadamente 6 metros de altura, la cual tiene forma de una mano abierta y a su vez de una paloma con alas desplegas. Se encuentra específicamente en la plaza del estacionamiento norte de la Ciudad Universitaria Bárbula.

### El Arco de Bárbula
Es uno de los más importantes iconos de la Universidad de Carabobo. Es la entrada principal a dicha casa de estudios en la Ciudad Universitaria Bárbula. Se encuentra ubicada en la Avenida Universidad en las cercanías de la Facultad de Ingeniería.

### El Cafetín La Remolacha
Es un cafetín con forma de remolacha ubicado entre la Facultad de Educación y la Facultad de Ciencias Jurídicas y Políticas.

## Complejo Deportivo Universitario
El Complejo Deportivo de la Universidad de Carabobo, también llamado Complejo Deportivo de Bárbula, es el principal Complejo Deportivo Universitario Multiuso de todo el Estado Carabobo. Se encuentra ubicado dentro de la Ciudad Universitaria Bárbula en el Municipio Naguanagua de la ciudad de Valencia, Estado Carabobo en Venezuela. El complejo cuenta con las siguientes estructuras deportivas:
- Gimnasio Cubierto Ricardo Pérez Castro: también conocido como el Domo Pérez Castro, Es una estructura tridimensional en forma de cono truncado de base alargada y polígono de 20 lados en planta. La cubierta es una membrana arquitectónica de poliéster y PVC, recubierta de Tedlar. La superficie de ocupación del gimnasio es de 4.800 m² aproximadamente. El gimnasio brinda la posibilidad de realizar diferentes tipos de actividades deportivas de competencia y entrenamiento, culturales y exhibiciones. Tiene una capacidad para 2.570 espectadores. El área de actividades de 900 m², es de forma ovalada, tiene un largo de 41 m por 26 m de ancho y una altura libre de 13,95 m, el cual permite la práctica principalmente de basquetbol, ya que contará con una cancha de madera "shock absorption", usada en la NBA y otros deportes como el volleybol.

- Gimnasio Cubierto Benito Ramírez: este gimnasio fue construido en el año 1970 y desde entonces se ha sometido a un intenso uso, no solo por parte de la comunidad universitaria sino por la comunidad del Estado Carabobo. Posee un área para gimnasia y deportes de combate. Tiene una capacidad aproximada de 1000 espectadores.

- Polideportivo Arístides Pineda: el polideportivo es el lugar donde se practica y compite en las disciplinas de fútbol, rugby, atletismo, judo y lucha, fue construido en la década del setenta y ha sido escenario de espectáculos deportivos y culturales. En 2012 se disputan allí los Sudamericanos de Rugby B en categoría Mayor y Juvenil.1 Las instalaciones incluyen un módulo de gradas con una capacidad de 800 espectadores. Existe un área con máquinas multifuerza, así como vestuarios y baños. Cuenta de manera provisional, con un comedor para los atletas a fin de cubrir las necesidades de la comunidad deportiva.

- Complejo de Piscinas: cuenta con 2 piscinas olímpicas de 50 y 25 m, y una fosa de saltos. La piscina olímpica y la fosa de saltos están dispuestas de forma continua creando una línea paralela a los espacios conformados por la tribuna y las áreas de servicios, esta forma nos permite crear en el espacio intermedio a ellas la sala de máquinas con todos los elementos técnicamente necesarios y que se aprecian a un nivel de 2,45 metros. En el sector este del foso y a 25 metros de distancia se incorporará la tercera piscina, destinada a práctica y recreación, con dimensiones de 25x25 metros. La tribuna tiene un aforo aproximado de 1.300 personas.

- Complejo de Tenis: cuenta con 4 canchas de tenis de pista dura, dos de arcilla, dos de frontón con todas sus características y normativas técnicas, además de un módulo de servicios ubicado estratégicamente entre las canchas, al cual se llega a través de caminerías entre áreas verdes, allí se ubican los baños y vesturarios para damas y caballeros y un pequeño cafetín para comodidad de los atletas, entrenadores y público asistente; graderías en estructura metálica, parcialmente techado para una mejor visión del evento en la cancha principal. Sus canchas están ubicadas en dirección norte-sur según normativas.

- Cancha de Voleibol de Arena: las canchas de voleibol de arena están ubicadas en el lado este del complejo; entre las instalaciones proyectadas de fútbol de salón y de usos múltiples; sus lados más cortos están orientados perpendicularmente al eje norte-sur como lo indica la normativa vigente, de esta manera se evita la incidencia directa de los rayos solares sobre la mirada de los usuarios. Sus dimensiones son 17x28 m.

- Campo de Sotfball: el campo de softbol fue puesto en funcionamiento, dentro del complejo deportivo de Bárbula, en el año 1996 en un área de 10.000 m². Es una instalación de uso intensivo por parte de la comunidad universitaria y dispone de un módulo de gradas para 300 espectadores (ampliable a 900), instalaciones de servicios sanitarios y vestuario para los jugadores, depósitos y sanitarios para el público asistente.

- Campo de Béisbol: fuera del área del Complejo Deportivo de Bárbula, al oeste del campus, la universidad tiene un campo de béisbol plenamente acondicionado para la práctica de dicho deporte. Se tiene proyectada la construcción del campo definitivo dentro del mismo.

- Palacio de Combate (en proyecto): en un área de 3.750 m² aproximadamente, se dispondrá de acuerdo con las normas internacionales que rigen las competencias y las prácticas de las diferentes disciplinas de las artes marciales, el diseño de un elemento edilicio que por su amplitud y características permitirán la práctica y competencia simultánea de las diferentes disciplinas, judo, karate, taekwon-do, lucha libre. El complejo poseerá una altura libre de 7.70 m, para así dar la posibilidad de introducir dentro del área de graderías móviles, tal como se especifica en los planos, un aforo aproximado de 1.100 personas.

- Cancha de usos múltiples: en un área de aproximadamente 6.800 m² se construirá el complejo de canchas de usos múltiples, el cual desde el punto de vista técnico y funcional cumple con las expectativas y normas requeridas para las diferentes disciplinas que se practicarán en el recinto. Las canchas estarán ubicadas entre el área de piscina y el edificio de deportes de combate en dirección norte-sur, según normativas. Cada una medirá 37 m de largo por 20 m de ancho y estará limitada por líneas pintadas en el suelo de la pista. Los deportes que se practicarán serán: futbolito, basquetbol y volleybol.

## Servicios Médicos
- Hospital Universitario Dr. Angel Larralde (HUAL) También conocido como Hospital Carabobo, adscrito al IVSS.
- Hospital Oncológico Dr. Miguel Pérez Carreño
- Hospital Psiquiátrico Dr. José Ortega Durán (Psiquiátrico de Barbula)
- Unidad de Atención Medica Integral (UAMI) Anteriormente conocido como Sanatorio Antituberculoso "González Plaza".